# Aboa
Aboa – letnia stacja antarktyczna, należąca do Finlandii, położona na Ziemi Królowej Maud na Antarktydzie Wschodniej.

## Położenie i warunki
Stacja znajduje się w górach Vestfjella, na nunataku Basen. W odległości 200 m od niej znajduje się szwedzka stacja Wasa, razem tworzą one tzw. Bazę Nordenskiölda i współpracują w zakresie logistyki i badań. Stację Aboa tworzy główny budynek, budynek generatora, oraz kontenery mieszczące laboratoria, kwatery, magazyny, automatyczną stację meteorologiczną, oraz ambulatorium z mieszkaniem lekarza. Na stacji znajduje się także spalarnia odpadów i garaż dla pojazdów.
Stacja działa w sezonie letnim, kiedy temperatura powietrza typowo zawiera się w zakresie od -15 do 0 °C. Dostęp do stacji jest możliwy drogą powietrzną, większe ładunki są transportowane drogą lądową z niemieckiej stacji Neumayer III, do której można dotrzeć drogą morską.

## Historia i działalność
Stacja została zbudowana w 1988 roku, w lecie 2002/03 została poddana renowacji i rozbudowie. Może ona pomieścić trzynastoosobowe ekspedycje, a krótkoterminowo do 17 osób.
Na stacji prowadzone są badania atmosfery, w tym meteorologiczne, oraz grawimetryczne. Finowie intensywnie współpracują z innymi badaczami regionów polarnych, uczestnicząc w pracach innych wypraw i stacji antarktycznych. Personel stacji Aboa przeważnie prowadzi prace w sąsiedztwie bazy, rzadziej organizowane są wyprawy w dalsze rejony, np. na wybrzeże Oceanu Południowego.